# Jordan Taylor
Jordan Taylor (Orlando, Florida, 10 mei 1991) is een Amerikaans autocoureur. In 2013 werd hij kampioen in de Prototype-klasse van de Rolex Sports Car Series, en in 2017 won hij deze klasse in het IMSA SportsCar Championship. In 2020 en 2021 won hij de GTLM-klasse van de IMSA. In 2017 en 2019 won hij de 24 uur van Daytona, en in 2017 won hij ook de 12 uur van Sebring. Zijn vader Wayne Taylor en broer Ricky Taylor zijn eveneens autocoureurs.
Naast zijn activiteiten als coureur staat Taylor ook bekend om zijn gebruik van sociale media. Hij heeft een online alter ego genaamd Rodney Sandstorm, een parodie op coureurs uit de jaren '90 en Jeff Gordon. Dit personage levert zowel Taylor als de IMSA positieve aandacht op.

## Carrière
Taylor begon in 2008 zijn carrière in de enduranceracerij. Dat jaar nam hij deel aan de GT-klasse van de 24 uur van Daytona bij het team Terra Firma Motorsports en werd hij vijftiende in zijn klasse. In 2009 reed hij acht races voor Beyer Racing in de DP-klasse van de Rolex Sports Car Series als teamgenoot van zijn broer. Een negende plaats in de seizoensfinale op de Homestead-Miami Speedway was zijn beste resultaat.
In 2010 reed Taylor een volledig seizoen in de Rolex Sports Car Series. Voor het team Racers Edge Motorsports kwam hij met een Mazda RX-8 uit in de GT-klasse en behaalde hij twee podiumfinishes. In 2011 stapte hij over naar het team Autohaus Motorsports, dat met een Chevrolet Camaro reed. Hij werd hier de teamgenoot van Bill Lester. Het duo behaalde een zege en drie tweede plaatsen, waardoor zij achter de Porsche 997 GT3 van Andrew Davis en Leh Keen tweede werden.

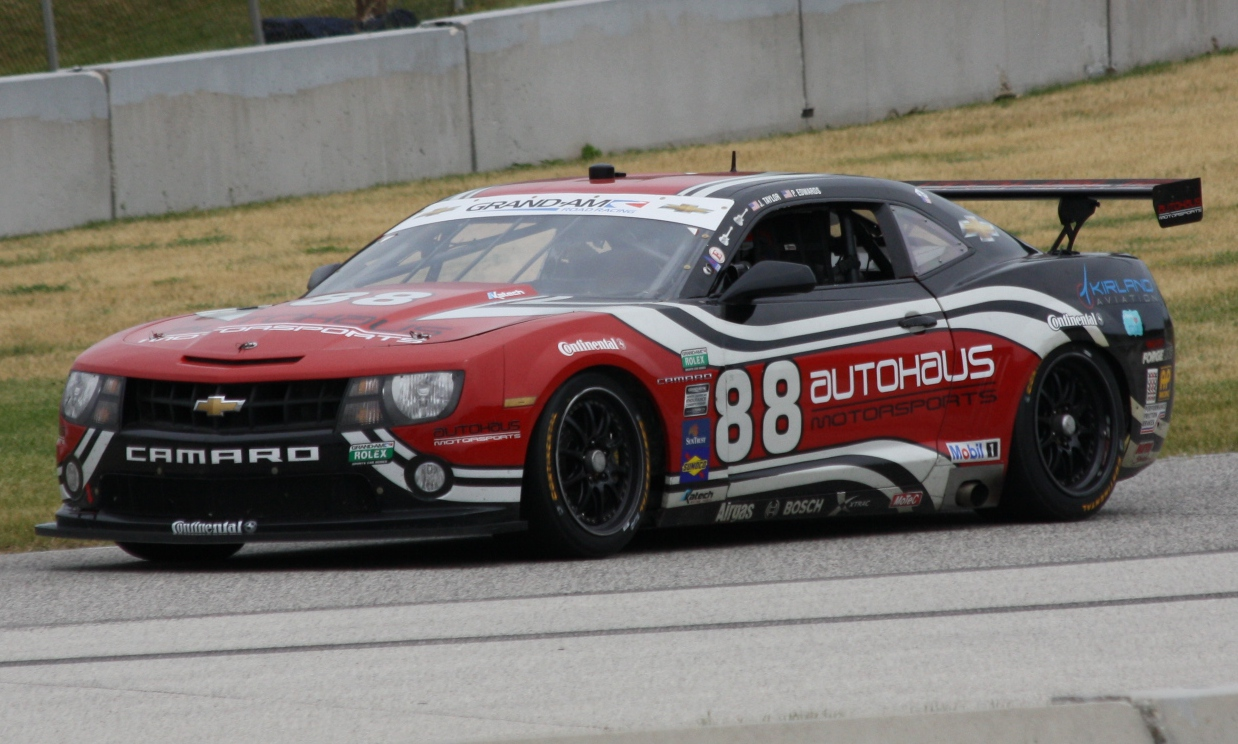
Jordan Taylor op Road America in 2012.

Eind 2011 werd Taylor aangesteld als de derde coureur van het fabrieksteam van Corvette Racing tijdens de 12 uur van Sebring en de Petit Le Mans in 2012. Ook debuteerde hij dat jaar in de 24 uur van Le Mans voor Corvette, waarin hij samen met Antonio García en Jan Magnussen deelnam aan de GTE Pro-klasse. In de Rolex Sports Car Series behaalde hij voor Autohaus Motorsports, samen met Paul Edwards, een zege op het Belle Isle Park.
In 2013 stapte Taylor over naar Wayne Taylor Racing, het team van zijn vader, waarin hij in de Daytona Prototype-klasse uitkwam met Max Angelelli als teamgenoot. De twee wonnen vijf races, waaronder de laatste drie op een rij, en werden zo kampioen in de klasse. In de 24 uur van Le Mans werd hij samen met García en Magnussen vierde in de GTE Pro-klasse.
In 2014 werd de Rolex Sports Car Series samengevoegd met de American Le Mans Series en vormden de twee kampioenschappen het nieuwe United SportsCar Championship. Taylor kreeg een nieuwe teamgenoot in zijn broer Ricky. Zij behaalden twee zeges op Belle Isle en Road Atlanta en stonden in totaal zes keer op het podium. Zij werden achter João Barbosa en Christian Fittipaldi tweede in het kampioenschap. In de 24 uur van Le Mans werden Taylor, García en Magnussen tweede in de GTE Pro-klasse, achter de Ferrari 458 Italia GT2 van Gianmaria Bruni, Giancarlo Fisichella en Toni Vilander.
In 2015 haalden de broers Taylor twee overwinningen in het United SportsCar Championship op het Stratencircuit Long Beach en Mosport Park. Hiernaast stonden zij nog drie keer op het podium. In de rest van de races haalden zij echter mindere resultaten, waardoor zij afzakten naar de vijfde plaats in de eindstand. In de 24 uur van Le Mans reed Taylor samen met Oliver Gavin en Tommy Milner en behaalden zij de zege in de GTE Pro-klasse.

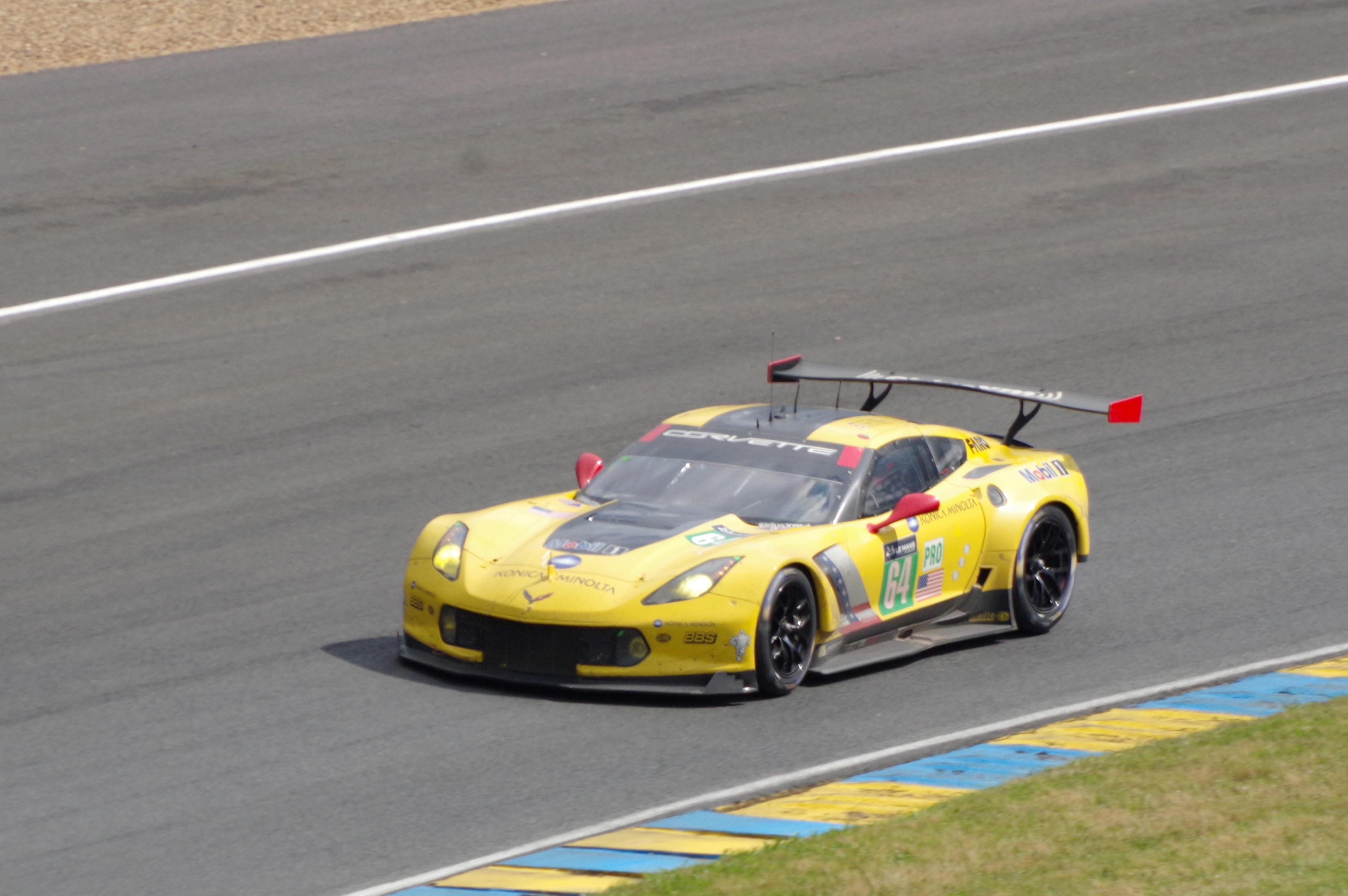
Jordan Taylor tijdens de 24 uur van Le Mans in 2016.

In 2016 wonnen de Taylors drie races op Long Beach, Belle Isle en het Circuit of the Americas. Ook werden zij tweede in de 24 uur van Daytona en behaalden zij nog drie andere podiumplaatsen. Mede door een uitvalbeurt in de 12 uur van Sebring kwamen zij echter tekort op de titel en werden zij achter de combinatie van Dane Cameron en Eric Curran en die van Barbosa en Fittipaldi derde in het klassement. In de 24 uur van Le Mans vielen Taylor, Gavin en Milner na 219 ronden uit vanwege een ongeluk.
In 2017 stapte het team van Wayne Taylor Racing over van een Chevrolet Corvette naar een Cadillac DPi-V.R en bleven de broers Taylor aan in deze auto. Zij begonnen het seizoen met vijf opeenvolgende zeges, waaronder een eerste zege in zowel de 24 uur van Daytona als de 12 uur van Sebring. In de overige races stonden zij nog twee keer op het podium, waardoor zij kampioen in de Daytona Prototype-klasse werden. In de 24 uur van Le Mans werd Taylor samen met García en Magnussen derde in de GTE Pro-klasse.

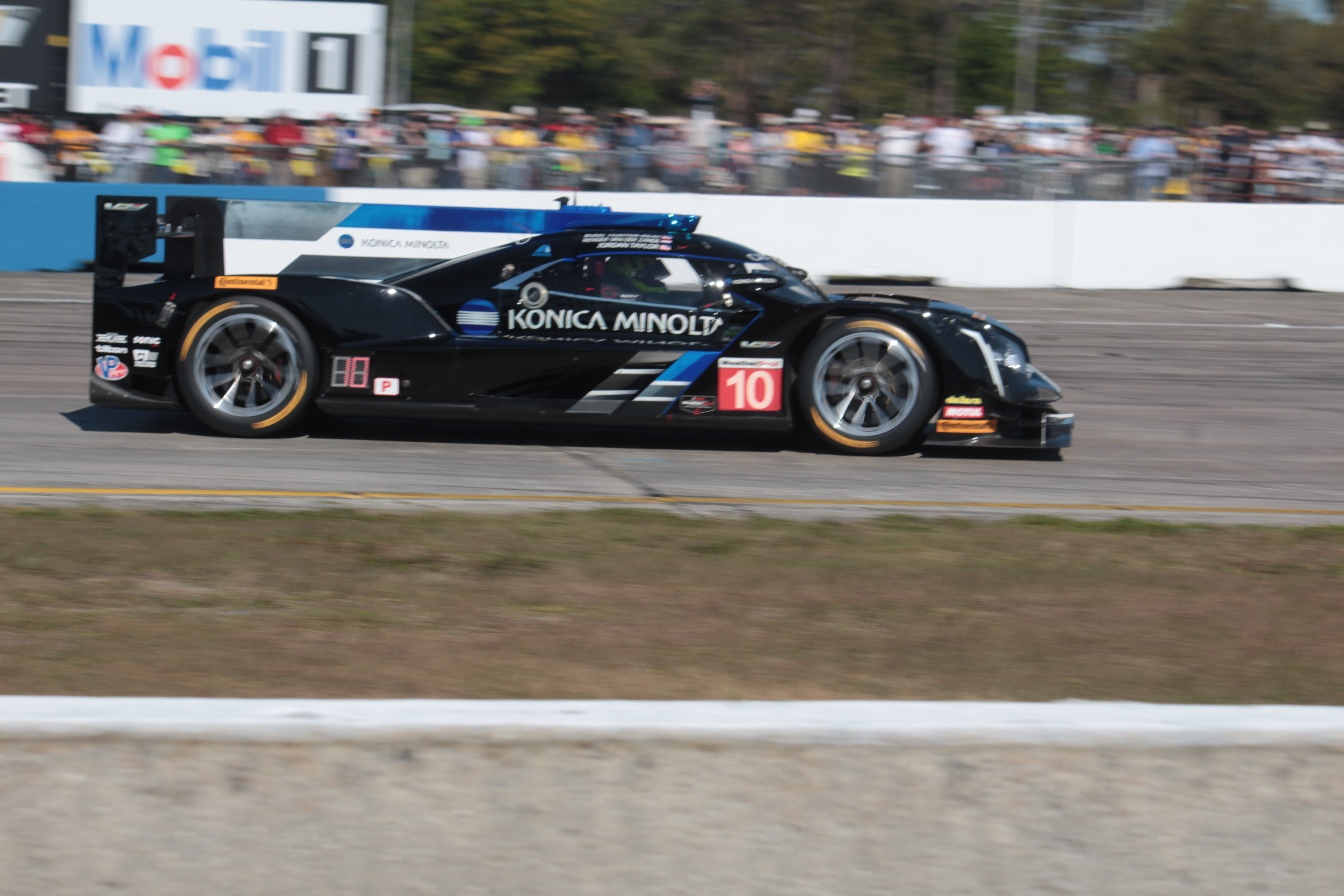
Jordan Taylor tijdens de 12 uur van Sebring in 2018.

In 2018 kreeg Taylor in Renger van der Zande een nieuwe teamgenoot in het IMSA SportsCar Championship. Zij wonnen de laatste race op Road Atlanta en stonden daarnaast nog drie keer op het podium. Zij eindigden achter de combinatie van Curran en Felipe Nasr en die van Jon Bennett en Colin Braun als derde in het klassement. In 2019 won hij samen met Van der Zande, Fernando Alonso en Kamui Kobayashi zijn tweede 24 uur van Daytona. In de rest van het seizoen behaalde hij geen zeges meer, maar nog wel twee podiumplaatsen. Hij werd vierde in het eindklassement.
In 2020 stapte Taylor binnen het IMSA SportsCar Championship over naar de GTLM-klasse, waarin hij samen met García voor het fabrieksteam van Corvette Racing reed. Het duo behaalde vijf zeges en drie tweede plaatsen, waardoor zij het kampioenschap wisten te winnen. In 2021 behaalden de twee een overwinning binnen hun klasse in de 24 uur van Daytona. Daarnaast wonnen zij nog drie races en behaalden zij vijf tweede plaatsen. Zij wisten zodoende hun titel met succes te verdedigen. Taylor keerde daarnaast voor het eerst in vier jaar terug in de 24 uur van Le Mans, waarin hij samen met García en Nick Catsburg deelnam aan de GTE Pro-klasse voor het fabrieksteam van Corvette. Zij werden achter de Ferrari 488 GTE Evo van James Calado, Alessandro Pier Guidi en Côme Ledogar tweede in de race.
In 2022 behaalden Taylor en García in het IMSA SportsCar Championship alleen een zege in de 12 uur van Sebring en stonden zij in vier andere races op het podium. Zij werden derde in het kampioenschap. In de 24 uur van Le Mans namen zij wederom samen met Catsburg deel aan de GTE Pro-klasse, waarin zij na 214 ronden moesten opgeven vanwege problemen met de ophanging. In 2023 begonnen Taylor en García het seizoen met een podiumplaats in de 24 uur van Daytona. Daarnaast maakt Taylor dat jaar zijn NASCAR-debuut in de NASCAR Cup Series bij het team van Hendrick Motorsports tijdens de race op het Circuit of the Americas als vervanger van de geblesseerde Chase Elliott, die zijn scheenbeen brak bij een snowboardongeluk.